# Формула Бэйли — Боруэйна — Плаффа
Формула Бэйли-Боруэйна-Плаффа (ББП-формула, Формула ББП, BBP-формула) для вычисления n-го знака числа пи в шестнадцатеричной системе счисления. Формула позволяет найти любую цифру числа пи без необходимости вычисления предыдущих. Формула была впервые открыта в 1995 году Саймоном Плаффом и называется в честь авторов статьи, где формула была впервые опубликована, Дэвида Бэйли, Питера Боруэйна и Саймона Плаффа. До выхода статьи она была опубликована Саймоном Плаффом на персональном сайте. Формула выглядит так:
{\displaystyle \pi =\sum _{n=0}^{\infty }{\frac {1}{16^{n}}}\left({\frac {4}{8n+1}}-{\frac {2}{8n+4}}-{\frac {1}{8n+5}}-{\frac {1}{8n+6}}\right).}

## Дополнительные материалы
- D.J. Broadhurst, «Polylogarithmic ladders, hypergeometric series and the ten millionth digits of ζ(3) and ζ(5)», (1998) arXiv math.CA/9803067